# Chiuzbaia, Maramureș

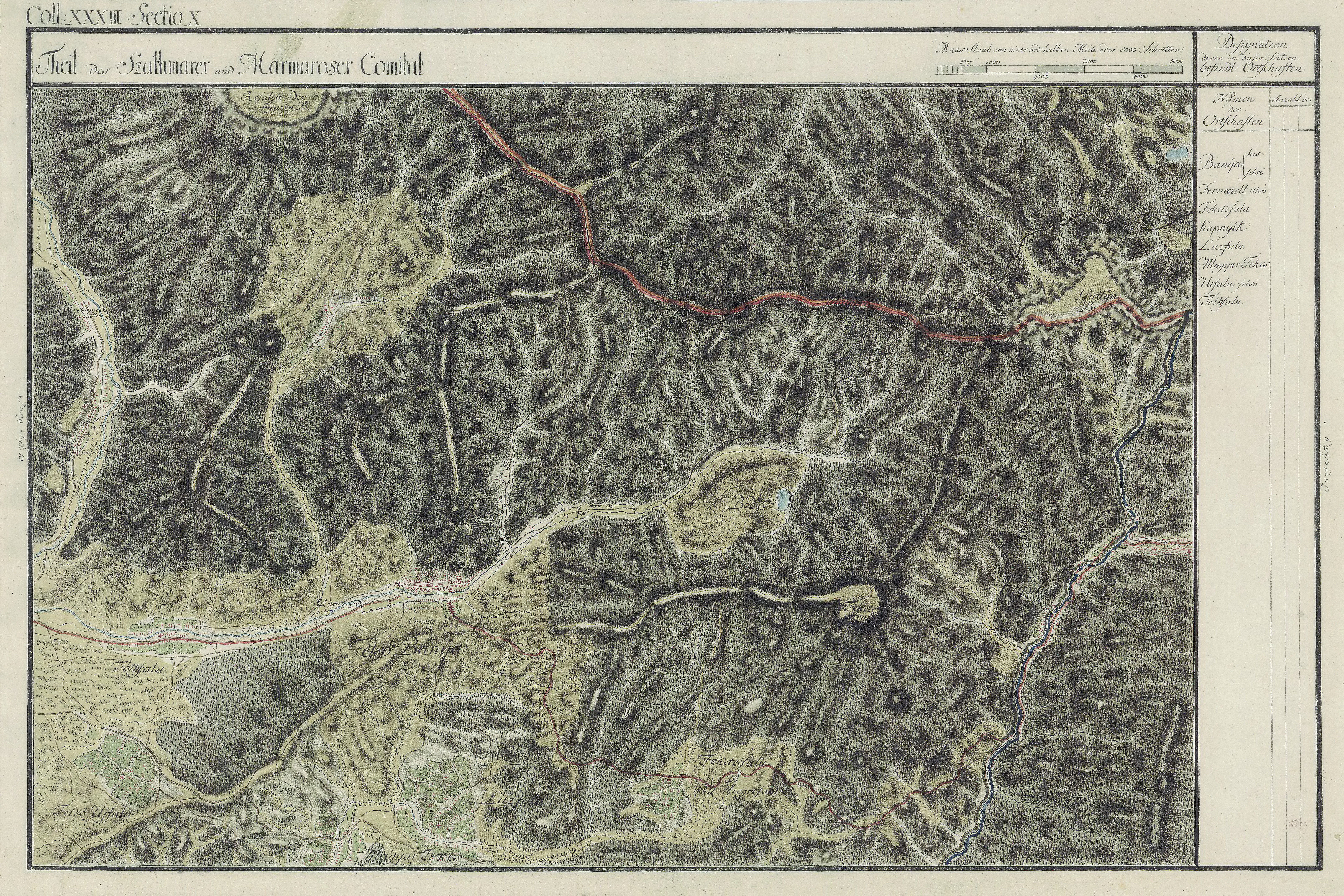
Chiuzbaia în Harta Iosefină a Comitatului Sătmar, 1782-85

Chiuzbaia (în maghiară Kisbánya, în trad. "Baia Mică") este o localitate componentă a orașului Baia Sprie din județul Maramureș, Transilvania, România.

## Istoric
Prima atestare documentară: 1921 (Chiuzbaia, Kisbánya). 

## Etimologie
Etimologia numelui localității: din top. Chiuz (< magh. kőz “mijloc”, prescurtarea uzuală a lui kőzép hegy „dealul dintre" localitățile Baia Mare și Baia-Sprie) + subst. baia „mină". 

## Demografie
La recensământul din 2011, populația era de 657 locuitori. 

## Așezământ monahal
- Schit ortodox cu hramul „Nașterea Maicii Domnului” (1995-1998)

## Obiectiv memorial
Monumentul Eroilor Români din Primul și Al Doilea Război Mondial. Locuitorii satului Chiuzbaia au dezvelit în 1944, în curtea Școlii Generale, un monument al eroilor din localitate, morți în cele două războaie mondiale. Numele militarilor sunt inscripționate pe două plăci din bronz. Opera comemorativă, lungă de 3,10 m și înaltă de 1,60 m, a fost restaurată în anii 1968 și 1976 și se remarcă prin bustul locotenentului în rezervă Benea Mircea, amplasat pe latura dreaptă.

## Obiective turistice
- Rezervația fosiliferă Chiuzbaia, arie naturală protejată cu o suprafață de 50 ha.

Muzeul BREBAN tradiție și minerit.
Chiuzbaia nr.99, tel.0726674363.